# 磁共振胰胆管成像
磁共振胰胆管成像（magnetic resonance cholangiopancreatography，MRCP）是利用“磁共振水成像”的非介入性胰胆管呈现技术；其可对肝内胆管、胆总管、胆囊和胰管的静态液体进行胰胆管成像。
静止或流动缓慢的自由水表现为高信号，而周围器官组织呈低信号；因而不需要使用对比剂就能获得类似于内镜逆行胰胆管造影的图像。

## 使用
MRCP属于一种医学成像技术，它使用磁共振成像以无创方式可视化胆管和胰管。该技术可用于确定胆结石是否卡在胆囊周围的任何导管中。
MRCP已逐渐取代内镜逆行胰胆管造影（ERCP）作为首选检查。MRCP在诊断胆道系统、胰管和进入周围实体器官方面非常准确。与ERCP相比，MRCP的优点是其无创性、成本更低、检查时间更短、所需的工作人员更少，并且没有电离辐射。
MRCP用于诊断胆结石。它还能非常可靠地诊断胆总管囊肿。除了提供有关胆道系统的信息外，MRCP还提供有关周围实体器官和血管的信息，因此有助于规划胰腺癌的切除术和寻找原发性硬化性胆管炎的并发症，如肝硬化和胆管癌。

## 技术
受试者需要禁食至少四个小时，以确保胆管系统最大程度地被液体扩张，同时将胃肠系统中的液体保持在最低限度。但扫描前允许使用透明液体和常规药物。阴性口服对比剂，如菠萝汁、枣糖浆、ferumoxsil、阿萨伊汁和水可用于降低T2信号强度，从而最大限度地减少来自胃和十二指肠的信号对胆道系统信号的干扰。
MRCP使用重T2加权MRI脉冲序列。该序列在胆囊、胆管和胰管内的静态或缓慢移动的液体中显示高信号，而周围组织的信号低。促胰液素也被给予患者以增加导管顺应性，使成像更容易。

## 历史
MRCP于1991年由德国医生沃尔纳首次应用于临床。

## 附加图像

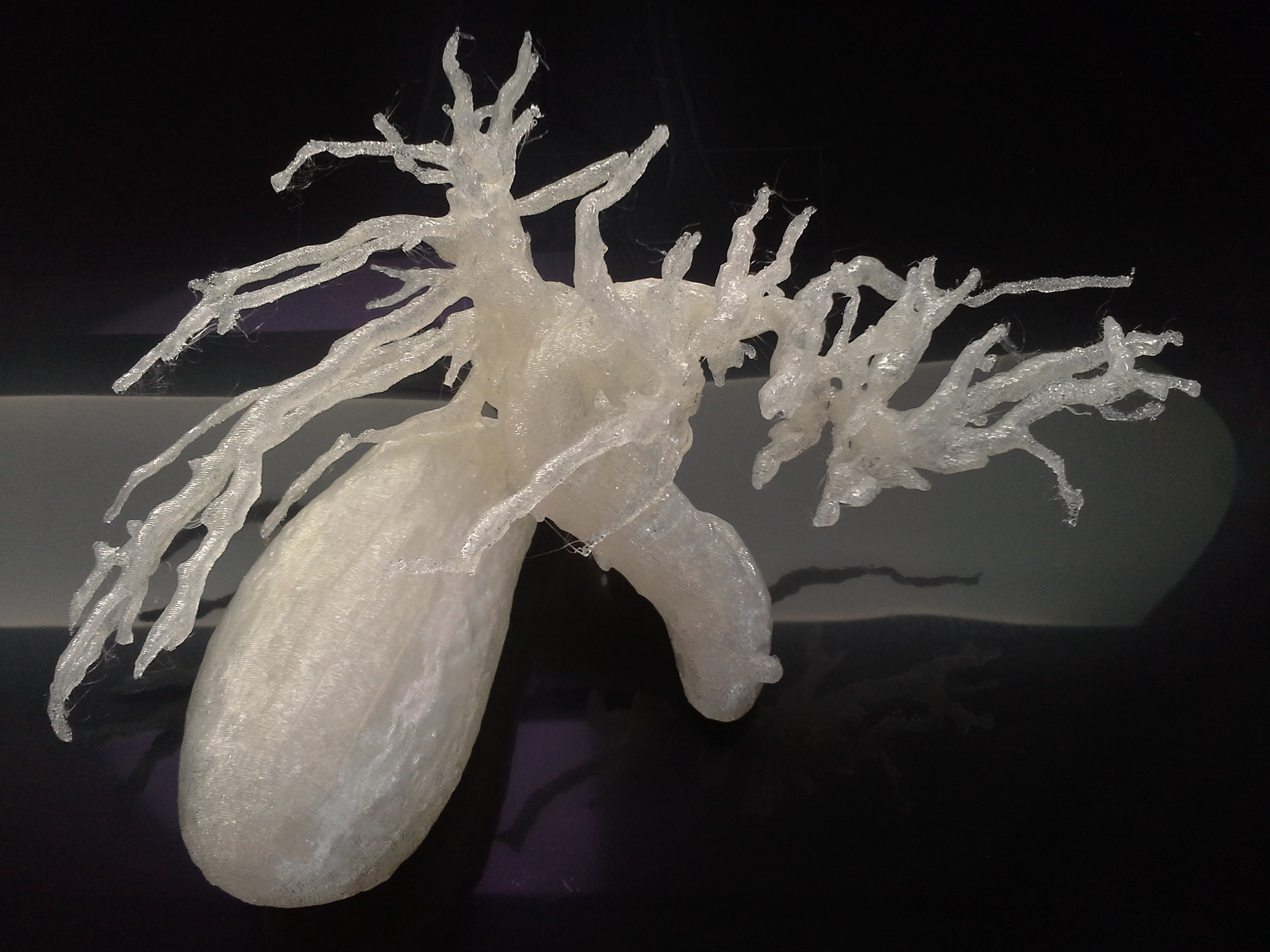
良性胆道狭窄。MRCP生成的3D文件
- MRCP数据中良性胆道狭窄的3D打印模型。
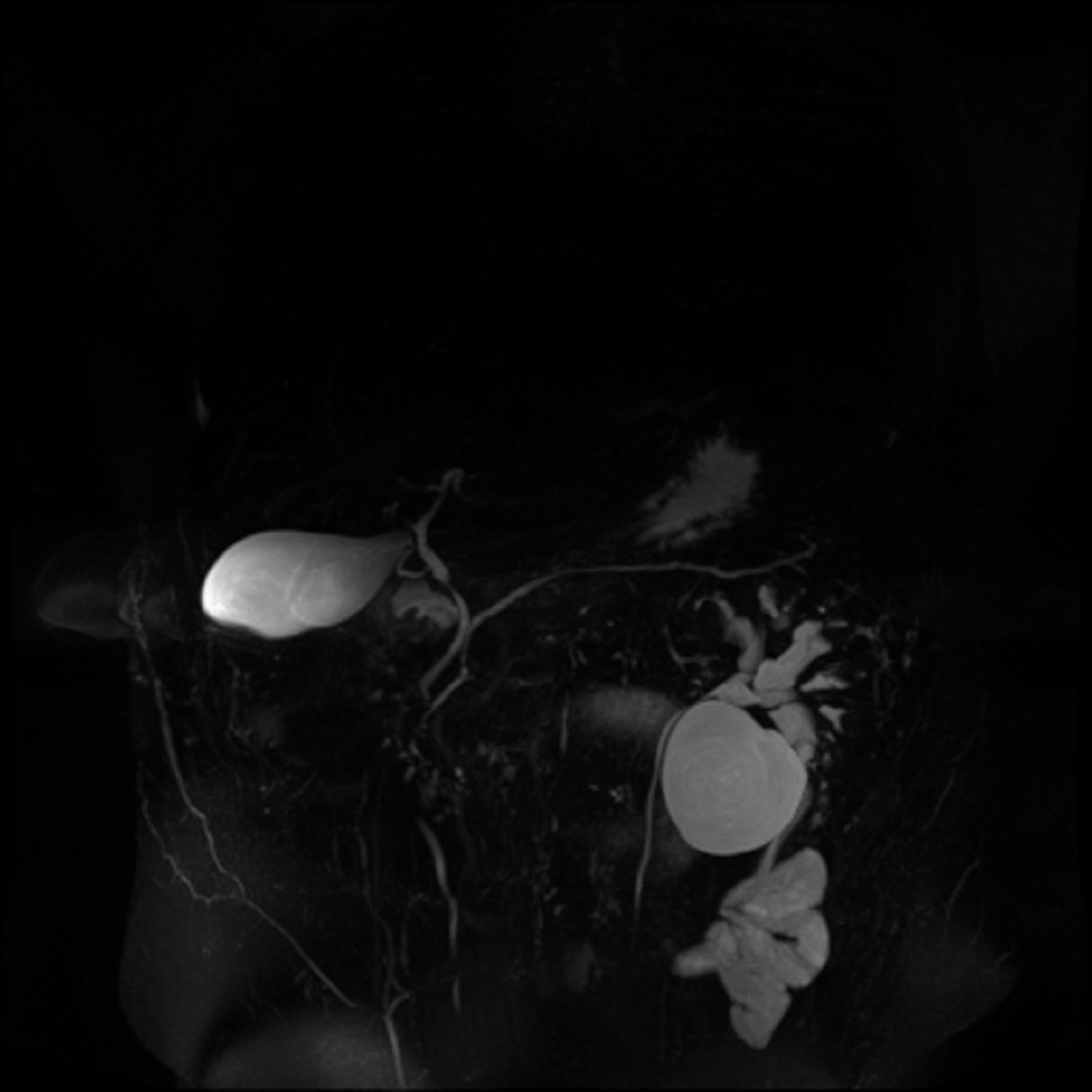
正常MRCP（可见肾囊肿）